# Satoko Yamada
Satoko Yamada, född 26 februari 1995, är en japansk sportskytt.

## Karriär
Yamada tävlade för Japan vid olympiska sommarspelen 2020 i Tokyo, där hon slutade på 20:e plats i den mixade lagtävlingen i 10 meter luftpistol tillsammans med Kojiro Horimizu. Individuellt slutade Yamada även på 23:e plats i 10 meter luftpistol och på 43:e plats i 25 meter pistol.